# 房瑄
房瑄（1452年—？），字廷獻，直隸河間府任丘縣人，民籍，明朝政治人物。

## 生平
成化十六年（1480年）庚子科順天府鄉試第一百十名舉人。弘治三年（1490年）中式庚戌科會試第二百二十七名，三甲第一百九十名進士。正德五年（1510年）十一月由登州知府升河南副使，七年十月升山东右参政，九年正月升河南按察使，十年三月以病乞休，詔以太僕寺卿致仕。

## 家族
曾祖房午；祖父房禮；父房欽，母党氏。慈侍下。